# Hamilton Whizzers
Hamilton Whizzers je bil mladinski hokejski klub iz Hamiltona. Deloval je v ligi Ontario Hockey Association v sezoni 1942/43. Domača dvorana kluba je bila Barton Street Arena, tudi znana kot Hamilton Forum.
Whizzersi so ligo končali kot tretji. Naslednje leto so se preimenovali v Hamilton Majors. 

## NHL igralci
Dva igralca sta napredovala do lige NHL:

Walt Atanas

Stan Kemp

## Izidi
| Sezona  | Moštvo   | Tekem | Zmag | Porazov | Remijev | TOČ | %     | GF  | GA  | Uvrstitev      |
| 1942/43 | Whizzers | 24    | 11   | 19      | 4       | 26  | 0.542 | 122 | 106 | 3. v OHA       |
| 1943/44 | Majors   | 25    | 12   | 12      | 1       | 25  | 0.500 | 113 | 124 | 3. v Skupini 1 |